# 東海の有価証券報告書提出会社一覧
東海の有価証券報告書提出会社一覧（とうかいのゆうかしょうけんほうこくしょていしゅつがいしゃいちらん）は、東海財務局に有価証券報告書を提出している企業の一覧である。
上場している企業については記述しない。Eではじまるコードは、EDINETコードである。 

## 愛知県
- ディー・ディー・エス - E02104
- 興和 - E02819
- ドミー - E03189
- 岡崎クラシック - E04715
- 名古屋スポーツセンター - E04625
- 中央地所 - E03882
- フジパングループ本社 - E00384
- 豊橋鉄道 - E04118
- 東海カントリークラブ - E04616
- 犬山カンツリー倶楽部 - E04643
- 旭サナック - E01494
- 三好ゴルフ倶楽部 - E04654
- 京ヶ野ゴルフ倶楽部 - E04708
- 名古屋競馬 - E04604
- セントクリークゴルフクラブ - E04723
- 中部国際空港 - E04362
- 小原カントリークラブ - E04729
- リオフジワラカントリー - E04740
- 中日本高速道路 - E04371
- トヨタファイナンス - E05031

## 岐阜県
- 多治見クラシック - E04722
- エムケー - E04642
- 岐セン - E00598
- 可児ゴルフ倶楽部 - E04671
- 各務原開発 - E04680
- 明智ゴルフ倶楽部 - E04683
- 明世カントリークラブ - E04739
- 岐阜中濃土地建物 - E22464

## 三重県
- 四日市カンツリー倶楽部 - E04700
- 桑名カントリー倶楽部 - E27298
- 涼仙 - E04732
- グレイスヒルズカントリー倶楽部 - E04735

## 静岡県
- 遠州鉄道 - E04129
- 静岡鉄道 - E04113
- KONOIKE Co. - E03928
- 伊豆箱根鉄道 - E04095
- 東海自動車 - E04190
- 岳南鉄道 - E04126
- 遠州開発 - E04657
- 浜名湖観光開発 - E04640
- エム・オー・エー基金 - E03732
- ACAO SPA & RESORT - E04567
- 芦の湖カントリークラブ - E04614
- 大室温泉 - E00045
- 近物レックス - E04177